# Adrián Sánchez
Adrián Sánchez González (ur. 9 lipca 1978 w mieście Meksyk) – meksykański piłkarz występujący najczęściej na pozycji środkowego obrońcy, obecnie zawodnik Lobos BUAP.

## Kariera klubowa
Sánchez jest wychowankiem zespołu Puebla FC, w barwach którego zadebiutował w meksykańskiej Primera División – 6 października 1996 w przegranym 0:1 spotkaniu z Santos Laguną. Premierowego gola w najwyższej klasie rozgrywkowej strzelił za to 4 września 1998 w przegranej 1:4 konfrontacji z Tecos UAG. Niebawem wywalczył sobie miejsce w podstawowym składzie i w drużynie tej spędził aż dziewięć lat. Mimo regularnej gry w pierwszej lidze ekipa Puebli nie odnosiła większych sukcesów zarówno na arenie krajowej, jak i międzynarodowej, znacznie częściej broniąc się przed relegacją. Ostatecznie po sezonie 2004/2005 zespół spadł do drugiej ligi.
Zaraz po spadku Puebli Sánchez podpisał umowę ze stołecznym Cruz Azul, gdzie spędził dwa sezony, jednak pozostawał tylko rezerwowym ekipy. Nie wywalczył z nią również żadnych osiągnięć. Latem 2007 powrócił do Puebli, która w międzyczasie zdołała już powrócić do pierwszej ligi, lecz nie miał już tak pewnego miejsca w wyjściowej jedenastce jak wcześniej. Po półtora roku przeszedł do innego klubu z miasta Puebla – Lobos BUAP, występującego na co dzień na zapleczu najwyższej klasy rozgrywkowej – Liga de Ascenso.

## Kariera reprezentacyjna
W 1997 roku Sánchez znalazł się w składzie reprezentacji Meksyku U–20 na Młodzieżowe Mistrzostwa Świata w Malezji. Podopieczni José Luisa Reala odpadli ostatecznie w 1/8 finału, natomiast sam zawodnik był podstawowym graczem kadry, rozgrywając wszystkie możliwe cztery spotkania od pierwszej do ostatniej minuty.
W 2000 roku Sánchez został powołany przez selekcjonera Manuela Lapuente do seniorskiej reprezentacji Meksyku na Złoty Puchar CONCACAF. Tam, 17 lutego w zremisowanym 1:1 meczu fazy grupowej z Gwatemalą, zadebiutował w kadrze narodowej. Był to zarazem jego ostatni mecz w reprezentacji, natomiast Meksykanie ostatecznie odpadli z rozgrywek w ćwierćfinale.